# Bruxa
Il bruxa è un vampiro portoghese, il cui nome avrebbe la sua radice etimologica dallo spagnolo "bruja", che significherebbe strega. Tuttavia, "bruxa" è la parola usata per dire "strega", tale come nello spagnolo "bruja".

Molto diffuso popolarmente, si presenta come un mostro assai spaventoso e dalle sembianze di animale. Sempre secondo la tradizione, fra le sue vittime preferisce i bambini.